# Kanał Leśny

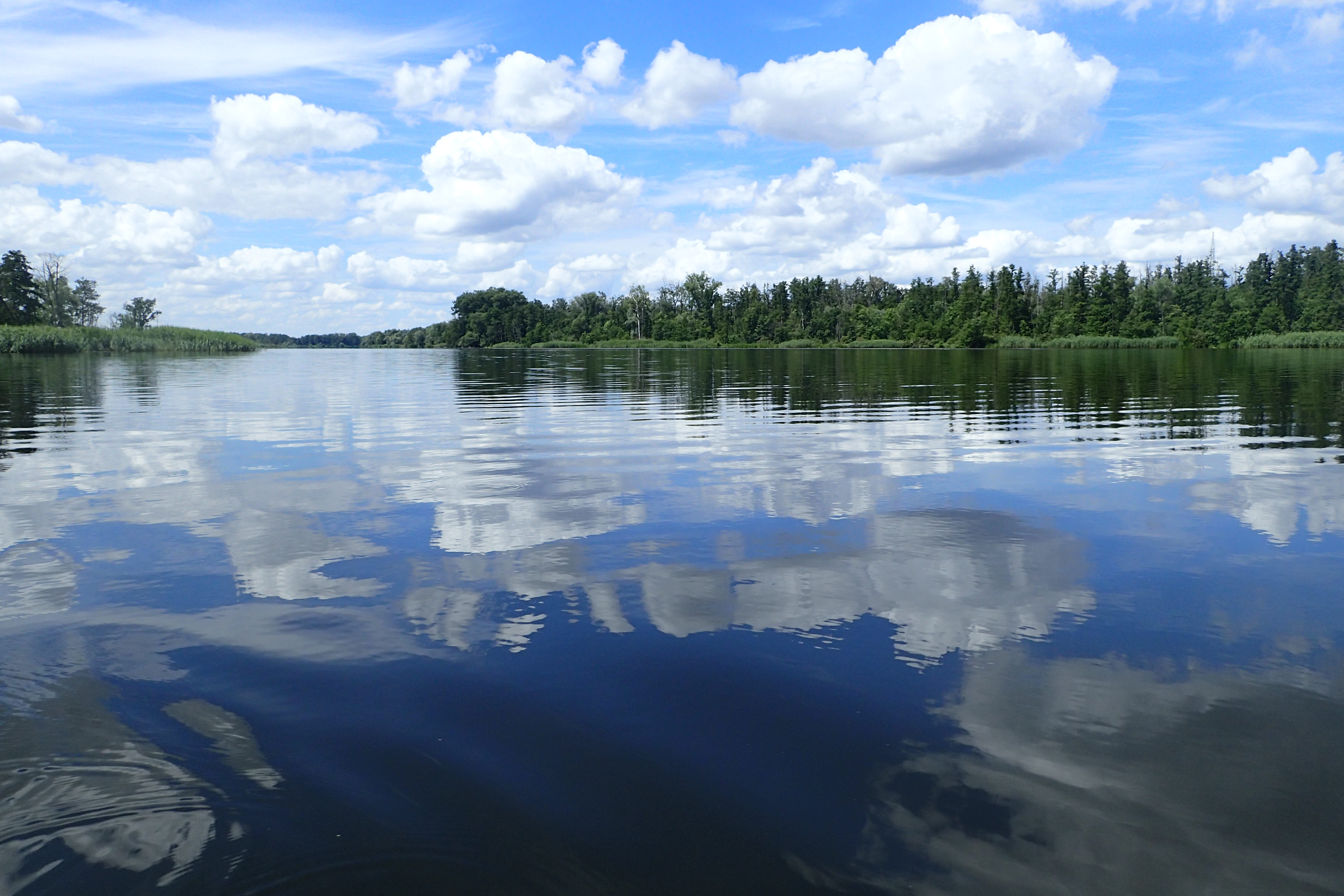
Kanał Leśny

Kanał Leśny (także Kanał Odyńca, do 1945 niem. Goedhartkanal) – sztuczny kanał wodny w Szczecinie łączący Regalicę w km 733,5 z Odrą Zachodnią w km 33,8.
Długość wynosi kanału 3,6 km. Do niedawna w kanale znajdował się tor regatowy Dziewoklicz, który z uwagi na duży stopień dewastacji został rozebrany. We wschodniej części zlokalizowane jest postojowisko barek, natomiast w części południowo-zachodniej plaża miejska „Dziewoklicz”.
W 2013 roku w części zachodniej wybudowano nowy most wyniesiony 3 metry ponad lustro wody, co umożliwia żeglowanie małym jednostkom kanałem Odyńca pomiędzy Odrą wschodnią i zachodnią. Zastąpił on kładkę pieszo-drogową o wysokości nie przekraczającej 1,0 m przy stanie wody średniej.
Południowym brzegiem kanału przebiega granica administracyjna między Szczecinem a gminą Kołbaskowo. Granica „włącza” Kanał Leśny do Szczecina. Na tym brzegu przebiega również północna granica Parku Krajobrazowego Doliny Dolnej Odry, który rozciąga się na Międzyodrzu w kierunku południowym do Widuchowej.
Kanał powstał prawdopodobnie na początku XX wieku, na skutek poboru z Międzyodrza gruntu niezbędnego do budowy nasypu kolejowego oraz ul. Floriana Krygiera biegnącego wzdłuż kanału.
Nazwę Kanał Leśny wprowadzono urzędowo zarządzeniem w 1950 roku, zastępując poprzednią niemiecką nazwę Gödhart Kanal.